# Francesco Folli
Francesco Folli, italijanski fizik in zdravnik, * 1624, Poppi, Casentino, Arezzo, Italija, † 1685. 

## Življenjepis
Folli je diplomiral iz filozofije in medicine leta 1648 na Univerzi v Pisi. Kot zdravnik je najprej delal v svojem rojstnem mestu, kasneje pa Bibbieni.
Leta 1664 je izumil inštrument za določanje stopnje vlažnosti in suhosti zraka, ki ga je sam poimenoval »mostra umidaria«. Leta 1665 se je preselil v Firenze in predstavil svoj inštrument velikemu vojvodi Ferdinandu Medičejskemu (Ferdinando de' Medici). Po Follijevih besedah: »izgleda, da inštrument ceni, napravil je nekaj kopij, ki jih je nemudoma poslal različnim vladarjem v Evropi.«
Zlasti pa je bil uspešen pri raziskovanju transfuzije krvi, kjer ga smatramo za enega prvih eksperimentatorjev.